# Hawesko Holding
Die Hawesko Holding SE ist eine börsennotierte Handelsgesellschaft für Weine, Champagner und Spirituosen mit Sitz in Hamburg.
Hawesko ist die Abkürzung von Hanseatisches Wein- und Sekt-Kontor. Die Hanseatisches Wein- und Sekt-Kontor HAWESKO GmbH ist eine Tochtergesellschaft der Hawesko Holding SE im Segment E-Commerce. 

## Geschichte
Hawesko wurde 1964 vom Unternehmer Peter Margaritoff in Hamburg gegründet. Im Jahr 1989 übernahm die Metro-Gruppe über ihr Tochterunternehmen Kaufhof 70 Prozent von Hawesko und an dem 1986 gegründeten Weingroßhändler CWD. Im Jahr 1998 wurde die gesamte Hawesko-Gruppe mit dem Weinversandhändler Hawesko, Einzelhändler Jacques’ Wein-Depot sowie dem Weingroßhändler CWD aus der Metro ausgegliedert und im Mai desselben Jahres an die Börse gebracht. In den Jahren 2014 und 2015 erfolgte der Eintritt der heutigen Mehrheitseigner durch ein öffentliches Übernahmeangebot. Sie beschäftigt rund 1.200 Mitarbeiter in den Segmenten Retail (Jacques’ und Wein & Co.), B2B (Wein Wolf, Abayan und Grand Cru Select) und E-Commerce (HAWESKO, Vinos und WirWinzer). Im November 2022 erfolgte die Umwandlung von einer Aktiengesellschaft zur Europäischen Gesellschaft (SE).

## Konzerngesellschaften
Zur Hawesko-Gruppe gehören folgende Handelsunternehmen:
- Segment Retail (u. a. Einzelhandel):
  - Jacques’ Wein-Depot
  - Wein & Co. (Österreich)
- Segment B2B (Großhandel):
  - Globalwine AG (Schweiz)
  - Global Wines & Spirits (Tschechien)
  - Wein Wolf Gruppe (Wein Wolf GmbH, Weinland Ariane Abayan GmbH, Grand Cru Select Distributionsgesellschaft mbH): Die Gruppe vertreibt die Produkte namhafter Hersteller wie Miguel Torres, Marchesi Antinori, Champagne Taittinger, Viña Montes, Dreissigacker, Vega Sicilia, Buffalo Trace
  - Wein Wolf Import GmbH & Co Vertriebs KG (Österreich)
- Segment E-Commerce (Online-Einzelhandel):
  - Hanseatisches Wein- und Sekt-Kontor HAWESKO GmbH
  - Tesdorpf GmbH (ehemalige Weinhandlung Carl Tesdorpf)
  - Vinos
  - WeinArt
  - WirWinzer

## Aktionäre
(Stand: 31. Dezember 2024):
- Tocos Beteiligung GmbH (Detlev Meyer) – 72,6 %
- Augendum Vermögensverwaltung GmbH – 5,6 %
- Institutionelle Investoren und Privatanleger (Streubesitz) – 21,8 %

### Handelsplätze
Die Hawesko Holding notiert seit 1998 im amtlichen Handel an der Hanseatischen Wertpapierbörse Hamburg sowie im Prime-Standard-Segment an der Frankfurter Wertpapierbörse.